# Girolamo Maffione
Girolamo Maffione, noto anche con lo pseudonimo di Maffione di Bisceglie (1755 – 1828), è stato un teologo e religioso italiano.

## Biografia
Girolamo Maffione nacque nel 1755 presumibilmente nella città di Bisceglie, in provincia di Bari. Fu insegnante di teologia nonché padre e priore del Monastero di San Luigi, a Bisceglie.
In seguito ai fatti della Rivoluzione altamurana (1799), il primicerio della Cattedrale di Altamura Gioacchino de Gemmis fu esonerato dalla sua carica e, dal momento che la carica di primicerio era coincidente con quella di rettore dell'Università degli Studi di Altamura, fu anche rimosso dalla carica di rettore dell'università degli studi. Fu allora sostituito da Maffione di Bisceglie (col titolo di "Vicario Regio") e, durante il suo periodo come primicerio, l'Università di Altamura cessò sostanzialmente di funzionare. Viene definito da alcune fonti un "uomo di mediocre talento, non di mal cuore, ma mal circondato da preti immorali". Durante la sua permanenza ad Altamura, di ritorno da Firenze dopo i fatti del 1799, Luca de Samuele Cagnazzi fu inviso al clero locale di Altamura e, più di tutto, soffrì l'inimicizia di Maffione, il quale "gli faceva carico delle più strane colpe: l'ubbriacatura pomeridiana dei sacerdoti, lo scandalo che davano le donne entrando in chiesa indecentemente vestite, ecc".
Cagnazzi inviò un memoriale al re denunciando Maffione per alcuni editti da lui emanati che non solo "soprassavano tutte le facoltà conferitegli", "ma urtavano anche contro le disposizioni della polizia ecclesiastica del Regno". Ne scaturì un'inquisizione con a capo monsignor Cattanero, l'arcivescovo di Matera; Maffione riconobbe come suoi gli editti incriminati e il giorno successivo partì all'alba dalla città mentre il sagrestano della cattedrale, per deriderlo, "suonava le campane a morto".
Secondo altre fonti fu "un ottimo religioso, zelante, amante del proprio Ordine".

## Incarichi
- Rettore dell'Università degli Studi di Altamura (1799-1806)
- Professore del Seminario diocesano di Bisceglie (12 anni)
- Esaminatore sinodale
- Priore del Monastero di San Luigi (Bisceglie)
- Provinciale (1809 - ?)[1]